# Le Code Québec
 (janvier 2021).
Si vous disposez d'ouvrages ou d'articles de référence ou si vous connaissez des sites web de qualité traitant du thème abordé ici, merci de compléter l'article en donnant les références utiles à sa vérifiabilité et en les liant à la section « Notes et références ».
Le Code Québec est un essai publié en 2016 aux Éditions de l'Homme.

## Contexte, propos et méthode
En 1978, le publicitaire Jacques Bouchard publiait Les 36 cordes sensibles des Québécois, ouvrage qui a marqué le monde de la publicité et l'imaginaire québécois et décrivant de façon généralement reconnue comme juste les caractéristiques des Québécois, à la fois dans une optique sociologique et à des fins pragmatiques (publicité). Trente-cinq ans plus tard, le sondeur Jean-Marc Léger décide, avec deux collaborateurs, de faire une mise à jour de ce portrait en se basant sur son expérience de trente ans dans les sondages, sur les données accumulées durant cette période et sur une grande enquête spécifique. Bouchard, pour citer Léger, avait dressé son portrait des Québécois  « essentiellement à partir de ses intuitions et de sa vaste expérience ». 
Les auteurs ont procédé en trois temps : 
1. Ils ont réalisé « un grand sondage de 300 questions auprès de 3 000 Canadiens pour déceler les différences statistiquement significatives entre le Québec » et le reste du Canada ;
2. Ils ont ensuite fait « une série de sondages plus pointus sur chacune des différences » ;
3. Enfin, ils ont « interrogé une trentaine de leaders québécois de tous les milieux[2] ».

Par ailleurs, les auteurs ont utilisé une méthode basée sur la « sémiométrie », qui consiste à présenter une série de mots au répondant pour que celui-ci indique dans quelle mesure il perçoit ces mots positivement ou négativement. Les différences de degrés leur permettent de classer les répondants sur une échelle et de comparer les groupes. 
À l'issue de leur enquête, les auteurs définissent « sept facteurs de différenciation » du peuple québécois par rapport aux Canadiens anglais et au reste du monde.